# The Rugby Championship 2015
Navigation
The Rugby Championship 2014 The Rugby Championship 2016
Le Rugby Championship 2015 est une compétition de rugby à XV qui oppose les sélections d'Afrique du Sud (Springboks), d'Argentine (Pumas), d'Australie (Wallabies) et de Nouvelle-Zélande (All Blacks). Il s'agit de la quatrième édition avec la participation de l'équipe d'Argentine.
Compte tenu de l'organisation de la Coupe du monde de rugby à XV à partir du 18 septembre 2015, la compétition est réduite à six rencontres du 17 juillet au 8 août 2015, sous la forme de matchs aller seulement.

## Calendrier
| 17 juillet | Rugby League Park, Christchurch | Nouvelle-Zélande | 39 - 18 | Argentine      |
| 18 juillet | Suncorp Stadium, Brisbane       | Australie        | 24 - 20 | Afrique du Sud |

| 25 juillet | Ellis Park Stadium, Johannesburg   | Afrique du Sud | 20 - 27 | Nouvelle-Zélande |
| 25 juillet | Stade Malvinas Argentinas, Mendoza | Argentine      | 9 - 34  | Australie        |

| 8 août | ANZ Stadium, Sydney        | Australie      | 27 - 19 | Nouvelle-Zélande |
| 8 août | Kings Park Stadium, Durban | Afrique du Sud | 25 - 37 | Argentine        |

## Classement
| Rang | Nation               | J | V | N | D | Bo | Bd | Pm | Pe | Diff | Pts |
| ---- | -------------------- | - | - | - | - | -- | -- | -- | -- | ---- | --- |
| 1    | Australie            | 3 | 3 | 0 | 0 | 1  | 0  | 85 | 48 | +37  | 13  |
| 2    | Nouvelle-Zélande (T) | 3 | 2 | 0 | 1 | 1  | 0  | 85 | 65 | +20  | 9   |
| 3    | Argentine            | 3 | 1 | 0 | 2 | 1  | 0  | 64 | 98 | -34  | 5   |
| 4    | Afrique du Sud       | 3 | 0 | 0 | 3 | 0  | 2  | 65 | 88 | -23  | 2   |

|  | Vainqueur de la compétition |
|  | T : tenant du titre 2014    |

## Acteurs de la compétition

### Arbitres
Six arbitres, dont quatre européens, sont désignés pour officier en tant qu'arbitres de champ au cours du tournoi. 
| Rugby Europe                                                | Rugby Afrique                 |
| ----------------------------------------------------------- | ----------------------------- |
| - Wayne Barnes - Jérôme Garcès - Nigel Owens - Romain Poite | - Craig Joubert - Jaco Peyper |

## Première journée

### Nouvelle-Zélande - Argentine
(mt : 18 – 6) 
Points marqués : 
- Nouvelle-Zélande : 5 essais de McCaw (20e), Nonu (40e+1), Piutau (42e), Read (48e), Taylor (71e), 4 transformations de Carter (40e+2), (44e), (49e), (73e) et 2 pénalités de Carter (5e), (16e)
- Argentine : 2 essais de Creevy (55e), (61e), 1 transformation de Sánchez (61e) et 2 pénalités de Sánchez (12e), (33e)

Évolution du score : 3-0, 3-3, 6-3, 11-3, 11-6, 16-6, 18-6, 23-6, 25-6, 30-6, 32-6, 32-11, 32-16, 32-18, 37-18, 39-18
Arbitre :  Craig Joubert
Résumé

### Australie - Afrique du Sud
(mt : 7 – 13) 
Points marqués : 
- Australie : 3 essais de Ashley-Cooper (32e), Hooper (73e), Kuridrani (80e+1), 3 transformations de Cooper (33e), (74e), Giteau (80e+2) et 1 pénalité de Cooper (54e)
- Afrique du Sud : 2 essais de Etzebeth (37e), Kriel (44e), 2 transformations de Pollard (39e), (45e) et 2 pénalités de Pollard (15e), (25e)

Évolution du score : 0-3, 0-6, 5-6, 7-6, 7-11, 7-13, 7-18, 7-20, 10-20, 15-20, 17-20, 22-20, 24-20
Arbitre :  Nigel Owens
Résumé

## Deuxième journée

### Afrique du Sud - Nouvelle-Zélande
(mt : 10 – 10) 
Points marqués : 
- Afrique du Sud : 2 essais de Le Roux (9e), Kriel (45e), 2 transformations de Pollard (10e), (46e) et 2 pénalités de Pollard (20e), (56e)
- Nouvelle-Zélande : 3 essais de Smith (39e), Coles (48e), McCaw (73e), 3 transformations de Sopoaga (40e), (49e), (74e) et 2 pénalités de Sopoaga (2e), (80e)

Évolution du score : 0-3, 5-3, 7-3, 10-3, 10-8, 10-10, 15-10, 17-10, 17-15, 17-17, 20-17, 20-22, 20-24, 20-27
Arbitre :  Jérôme Garcès
Résumé

### Argentine - Australie
(mt : 6 – 8) 
Points marqués : 
- Argentine : 3 pénalités de Sánchez (29e), (40e), (57e)
- Australie : 4 essais de Tomane (16e), Mumm (58e), Kuridrani (77e), Ashley-Cooper (78e), 1 transformation de Foley (77e) et 4 pénalités de Foley (39e), (42e), (53e), (69e)

Évolution du score : 0-5, 3-5, 3-8, 6-8, 6-11, 6-14, 9-14, 9-19, 9-22, 9-27, 9-29, 9-34
Arbitre :  Jaco Peyper
Résumé

## Troisième journée

### Australie - Nouvelle-Zélande
(mt : 3 – 6) 
Points marqués : 
- Australie : 3 essais de Kepu (43e), Ashley-Cooper (60e), White (71e), 3 transformations de Giteau (44e), (61e), White (73e) et 2 pénalités de Giteau (26e), White (68e)
- Nouvelle-Zélande : 2 essais de Milner-Skudder (55e), (64e) et 3 pénalités de Carter (8e), (29e), (50e)

Évolution du score : 0-3, 3-3, 3-6, 8-6, 10-6, 10-9, 10-14, 15-14, 17-14, 17-19, 20-19, 25-19, 27-19
Arbitre :  Wayne Barnes
Résumé

### Afrique du Sud - Argentine
(mt : 13 – 27) 
Points marqués : 
- Afrique du Sud : 3 essais de De Jager (35e), Le Roux (48e), Habana (78e), 2 transformations de Pollard (36e), (49e) et 2 pénalités de Pollard (9e), (28e)
- Argentine : 4 essais de Bosch (1re), Imhoff (22e), (30e), (41e), 4 transformations de Hernández (2e), (23e), (32e), (42e), 2 pénalités de Hernández (37e), Bosch (39e) et 1 drop de Bosch (62e)

Évolution du score : 0-5, 0-7, 3-7, 3-12, 3-14, 6-14, 6-19, 6-21, 11-21, 13-21, 13-24, 13-27, 13-32, 13-34, 18-34, 20-34, 20-37, 25-37
Arbitre :  Romain Poite
Résumé

## Statistiques

### Meilleurs marqueurs
| Rang | Joueur              | Équipe           | Essais |
| ---- | ------------------- | ---------------- | ------ |
| 1    | Adam Ashley-Cooper  | Australie        | 3      |
| -    | Juan Imhoff         | Argentine        | 3      |
| 3    | Richie McCaw        | Nouvelle-Zélande | 2      |
| -    | Agustín Creevy      | Argentine        | 2      |
| -    | Willie le Roux      | Afrique du Sud   | 2      |
| -    | Nehe Milner-Skudder | Nouvelle-Zélande | 2      |
| -    | Jesse Kriel         | Afrique du Sud   | 2      |
| -    | Tevita Kuridrani    | Australie        | 2      |

### Meilleurs réalisateurs
| Rang | Joueur          | Équipe           | Points | Essais | Transf. | Pén. | Drops |
| ---- | --------------- | ---------------- | ------ | ------ | ------- | ---- | ----- |
| 1    | Handré Pollard  | Afrique du Sud   | 30     | 0      | 6       | 6    | 0     |
| 2    | Dan Carter      | Nouvelle-Zélande | 23     | 0      | 4       | 5    | 0     |
| 3    | Nicolás Sánchez | Argentine        | 17     | 0      | 1       | 5    | 0     |